# Ahmad at-Tarabulusi
Ahmad at-Tarabulusi Mubarak, Ahmed Al-Tarabilsi (arab. ‏أحمد الطرابلسي (قارئ)‎; ur. 22 marca 1947 w Bejrucie) – piłkarz Kuwejtu pochodzenia libańskiego, reprezentant kraju.

## Kariera klubowa
Ahmad at-Tarabulusi urodził się w stolicy Libanu Bejrucie, jednak swoją dalszą przyszłość związał z Kuwejtem. Jako piłkarz zadebiutował w 1963 w drużynie Qadsia SC. Rok później został zawodnikiem Al Kuwait Kaifan. 
Jako piłkarz tej drużyny zadebiutował w reprezentacji Kuwejtu. Wraz z Al Kuwait odnosił także sukcesy na arenie krajowej. Sześciokrotnie zdobył Mistrzostwo Kuwejtu w sezonach 1964/65, 1967/68, 1971/72, 1973/74, 1976/77 i 1978/79. Czterokrotnie zdobył również Puchar Emira Kuwejtu w sezonach 1975/76, 1976/77, 1977/78 oraz 1979/80. Po 19 latach gry w Al Kuwait, w 1983 zakończył karierę piłkarską.

## Kariera reprezentacyjna
At-Tarabulusi zadebiutował w drużynie narodowej 4 maja 1973 w meczu przeciwko reprezentacji Syrii, przegranym 1:2.
W 1980 został powołany na Igrzyska Olimpijskie rozgrywane w Moskwie. Kuwejt podczas turnieju dotarł do ćwierćfinału, a At-Tarabulusi zagrał łącznie w czterech spotkaniach przeciwko Nigerii, Kolumbii, Czechosłowacji oraz w przegranym ćwierćfinale z gospodarzami turnieju Związkiem Radzieckim.
Dwa lata później został powołany przez trenera Carlosa Alberto Parreirę na Mistrzostwa Świata 1982, podczas których wystąpił w trzech spotkaniach grupowych z Czechosłowacją, Francją i Anglią.
Mecz z Anglią podczas Mistrzostw Świata w Hiszpanii był jego ostatnim w drużynie narodowej Kuwejtu, dla której w latach 1973–1982 wystąpił w 31 spotkaniach.
| Mecze i gole w reprezentacji | Mecze i gole w reprezentacji | Mecze i gole w reprezentacji | Mecze i gole w reprezentacji | Mecze i gole w reprezentacji | Mecze i gole w reprezentacji | Mecze i gole w reprezentacji |
| #                            | Data                         | Miasto                       | Przeciwnik                   | Gol                          | Wynik                        | Rozgrywki                    |
| ---------------------------- | ---------------------------- | ---------------------------- | ---------------------------- | ---------------------------- | ---------------------------- | ---------------------------- |
| 1.                           | 04.05.1973                   | Teheran                      | Syria                        |                              | 1:2                          | El. MŚ 1974                  |
| 2.                           | 06.05.1973                   | Teheran                      | Iran                         |                              | 1:2                          | El. MŚ 1974                  |
| 3.                           | 08.05.1973                   | Teheran                      | Korea Północna               |                              | 0:0                          | El. MŚ 1974                  |
| 4.                           | 15.05.1973                   | Teheran                      | Korea Północna               |                              | 2:0                          | El. MŚ 1974                  |
| 5.                           | 08.02.1974                   | Kuwejt                       | Bułgaria                     |                              | 1:3                          | towarzyski                   |
| 6.                           | 10.02.1974                   | Kuwejt                       | Bułgaria                     |                              | 1:2                          | towarzyski                   |
| 7.                           | 11.03.1977                   | Doha                         | Bahrajn                      |                              | 2:0                          | El. MŚ 1978                  |
| 8.                           | 15.03.1977                   | Doha                         | Katar                        |                              | 2:0                          | El. MŚ 1978                  |
| 9.                           | 17.03.1977                   | Doha                         | Bahrajn                      |                              | 2:1                          | El. MŚ 1978                  |
| 10.                          | 21.03.1977                   | Doha                         | Katar                        |                              | 4:1                          | El. MŚ 1978                  |
| 11.                          | 06.09.1977                   | Wrexham                      | Walia                        |                              | 0:0                          | towarzyski                   |
| 12.                          | 20.09.1977                   | Kuwejt                       | Walia                        |                              | 0:0                          | towarzyski                   |
| 13.                          | 02.10.1977                   | Hongkong                     | Hongkong                     |                              | 3:1                          | El. MŚ 1978                  |
| 14.                          | 09.10.1977                   | Seul                         | Korea Południowa             |                              | 0:1                          | El. MŚ 1978                  |
| 15.                          | 16.10.1977                   | Sydney                       | Australia                    |                              | 2:1                          | El. MŚ 1978                  |
| 16.                          | 28.10.1977                   | Teheran                      | Iran                         |                              | 0:1                          | El. MŚ 1978                  |
| 17.                          | 05.11.1977                   | Kuwejt                       | Korea Południowa             |                              | 2:2                          | El. MŚ 1978                  |
| 18.                          | 12.11.1977                   | Kuwejt                       | Hongkong                     |                              | 4:0                          | El. MŚ 1978                  |
| 19.                          | 19.11.1977                   | Kuwejt                       | Australia                    |                              | 1:0                          | El. MŚ 1978                  |
| 20.                          | 03.12.1977                   | Kuwejt                       | Iran                         |                              | 1:2                          | El. MŚ 1978                  |
| 21.                          | 21.07.1980                   | Moskwa                       | Nigeria                      |                              | 3:1                          | IO 1980                      |
| 22.                          | 23.07.1980                   | Moskwa                       | Kolumbia                     |                              | 1:1                          | IO 1980                      |
| 23.                          | 25.07.1980                   | Petersburg                   | Czechosłowacja               |                              | 0:0                          | IO 1980                      |
| 24.                          | 27.07.1980                   | Moskwa                       | ZSRR                         |                              | 1:2                          | IO 1980                      |
| 25.                          | 10.10.1981                   | Auckland                     | Nowa Zelandia                |                              | 2:1                          | El. MŚ 1982                  |
| 26.                          | 18.10.1981                   | Pekin                        | Chiny                        |                              | 0:3                          | El. MŚ 1982                  |
| 27.                          | 04.11.1981                   | Rijad                        | Arabia Saudyjska             |                              | 1:0                          | El. MŚ 1982                  |
| 28.                          | 02.06.1982                   | Rabat                        | Maroko                       |                              | 3:3                          | towarzyski                   |
| 29.                          | 17.06.1982                   | Valladolid                   | Czechosłowacja               |                              | 1:1                          | MŚ 1982                      |
| 30.                          | 21.06.1982                   | Valladolid                   | Francja                      |                              | 1:4                          | MŚ 1982                      |
| 31.                          | 25.06.1982                   | Bilbao                       | Anglia                       |                              | 0:1                          | MŚ 1982                      |

## Sukcesy
Al Kuwait Kaifan
- Mistrzostwo Kuwejtu (6): 1964/65, 1967/68, 1971/72, 1973/74, 1976/77, 1978/79
- Puchar Emira Kuwejtu (4): 1975/76, 1976/77, 1977/78, 1979/80